# La princesa promesa
La princesa promesa (títol original: Princess Bride) és una comèdia fantàstica i comèdia romàntica estatunidenca de Rob Reiner, estrenada l'any 1987, interpretada per Cary Elwes, Robin Wright, Mandy Patinkin, Chris Sarandon, Wallace Shawn, André the Giant i Christopher Guest. És una adaptació de la novel·la homònima de William Goldman de 1973. Ha estat doblada al català. La pel·lícula conserva essencialment l'estil narratiu de la novel·la presentant la història com un llibre llegit per un avi (Peter Falk) al seu net malalt (Fred Savage).

## Argument
La narració és emmarcada per una escena que presenta un noi malalt al llit, que accepta a contracor que el seu avi li llegeixi una «història de princesa i de venjança». La pel·lícula segueix el fil de la història, interrompuda pels comentaris del net, cada cop més amatent, i de l'avi.
Una bonica jove dona del nom Flor de Neu viu en una granja en el país fictici de Florin. A cada ordre que dona al seu criat de la granja, el palafrener Westley, l'única resposta d'aquest és: «com voldreu», i l'executa de pressa. Flor de Neu acaba per adonar-se que aquest «com voldreu» significa que l'estima. Es juren fidelitat per sempre. Westley marxa llavors a buscar fortuna amb la finalitat de poder-se casar. Però la nau de Westley és atacada pel terrible pirata Roberts, conegut per no deixar supervivents. Cinc anys més tard, creient Westley mort, Flor de Neu es compromet a contracor amb el príncep Humperdinck, hereu del tron de Florin.
Abans del casament, és segrestada per tres proscrits, un petit cap sicilià anomenat Vizzini, un gegant de Groenlàndia anomenat Fezzik i un mestre d’esgrima espanyol anomenat Iñigo Montoya, que busca venjança contra un home de sis dits que va assassinar el seu pare. Els proscrits són perseguits pel príncep Humperdinck i els seus soldats i també un home emmascarat vestit de negre.

## Repartiment

### Història marc
- Peter Falk: el narrador
- Fred Savage: el net del narrador
- Betsy Brantley: la jove del narrador

### Història principal
- Cary Elwes: Westley
- Robin Wright: Flor de Neu (Buttercup)
- Mandy Patinkin: Iñigo Montoya
- Chris Sarandon: Príncep Jepagrossa (Humperdinck)
- Christopher Guest: Comte Rugen
- Wallace Shawn: Vizzini
- André The Giant: Fezzik
- Peter Cook: el clergue
- Mel Smith: l'albí
- Carol Kane: Valérie la bruixa
- Billy Crystal: Miracle Max
- Anne Dyson: la reina Bella
- Margery Mason: la vella senyora del somni
- Malcolm Storry : Yellin
- Willoughby Gray : el rei Lotharon

## Producció

### Desenvolupament
Des de 1973, any de la sortida de la novel·la de William Goldman, 20th Century Fox es va assegurar els seus drets d'adaptació per la suma de 500.000 dòlars. Richard Lester va ser contractat per dirigir la pel·lícula i la producció d'aquesta estava a punt de començar quan el director de la producció de la Fox va ser despatxat. El projecte llavors es va deixar de costat i Goldman va comprar després tots els drets d'adaptació. Altres directors que també van intentar adaptar el llibre, inclouen François Truffaut, Robert Redford i Norman Jewison, i en un moment donat, Christopher Reeve estava interessat a interpretar a Westley en una adaptació planificada.
Més tard, Rob Reiner, que estava enamorat del llibre de Goldman des que se'l va lliurar com a regal el seu pare, Carl Reiner, es va adonar que volia fer l'adaptació al cinema després de demostrar amb èxit la seva habilitat cinematogràfica amb el llançament de This Is Spinal Tap el 1984. Va aconseguir assegurar els drets d'adaptació gràcies al suport financer de Norman Lear.

### Filmació

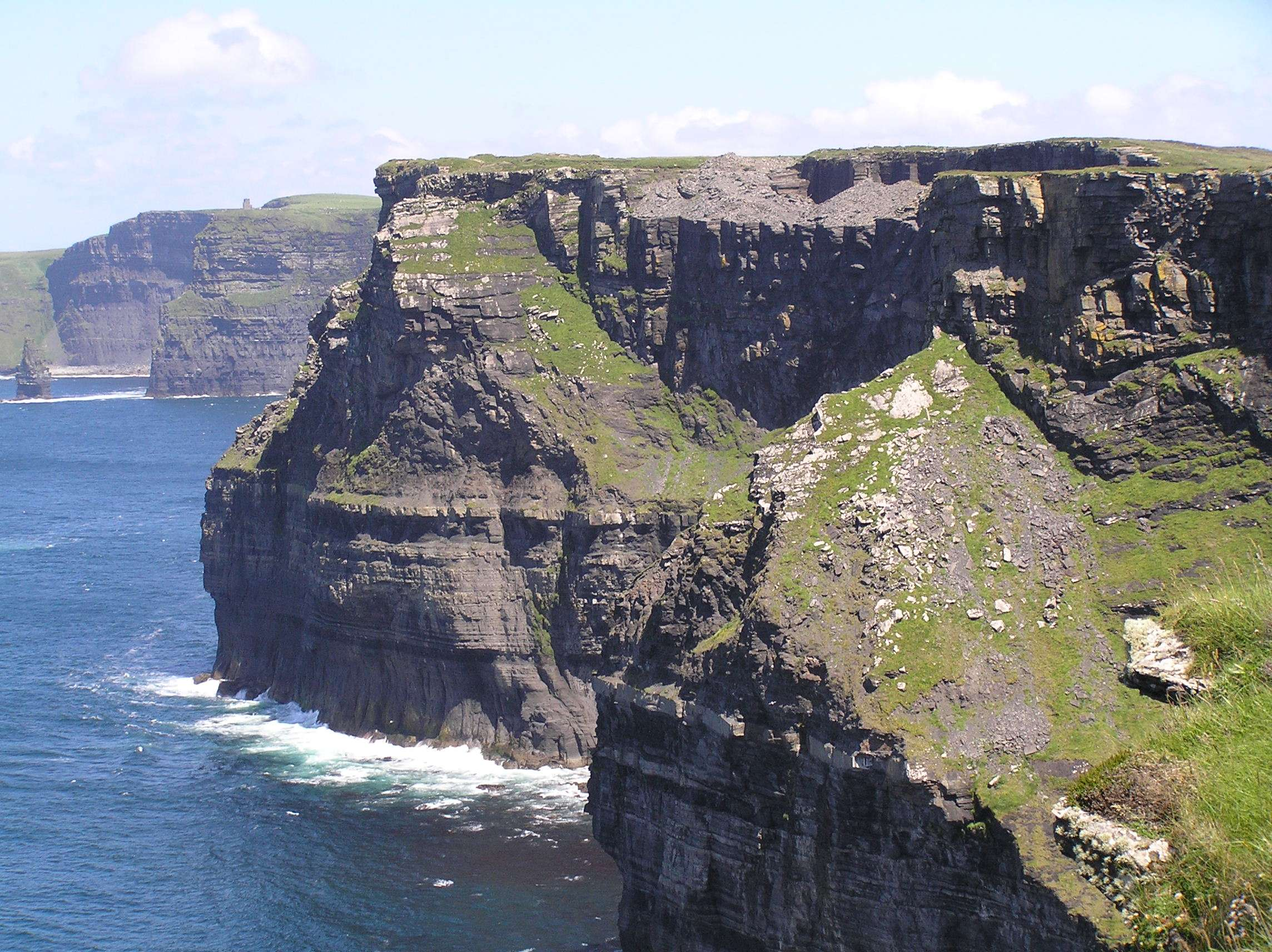
Els penya-segats de la bogeria són de fet els penya-segats de Moher a Irlanda.

El rodatge té lloc del 18 d'agost al desembre de 1986 a Carl Wark, Sheffield, Bakewell, Buckinghamshire, Burnham Beeches, Castleton, els penya-segats de Moher i els estudis de Shepperton.
Reiner va llogar una casa a Anglaterra a prop d’aquests llocs i sovint convidava el repartiment a menjar i fer reunions alegres. Molts membres del repartiment creien que això ajudava a crear un sentiment de "família" que ajudava a millorar les seves actuacions per a la pel·lícula.
Cary Elwes i Mandy Patinkin van aprendre esgrima (amb l'esquerra i amb la dreta) per a la pel·lícula, i van representar aquestes escenes ells mateixos, fora dels dos salts mortals, que van ser interpretats per especialistes. Van ser entrenats per l'instructors d'esgrima Bob Anderson i l'actor especialista Peter Diamond, tots dos també havien treballat en la formació dels actors en la trilogia original de La guerra de les galàxies. Elwes i Patinkin van passar unes tres setmanes abans del rodatge aprenent esgrima i van dedicar la major part del temps lliure fora de càmera a practicar. Anderson va animar els dos per aprendre la coreografia de l'altre per a la lluita per ajudar-los a anticipar els moviments i evitar un accident. També van veure moltes baralles amb espases de pel·lícules anteriors per veure com podien millorar-les.
André the Giant s'havia sotmès a una important cirurgia d’esquena abans del rodatge i, malgrat la seva gran mida i força, no podia suportar el pes d’Elwes durant la seva escena de lluita o de Wright per a una escena al final de la pel·lícula. Per a l'escena de la lluita lliure, quan Elwes penja a l'esquena d'André, realment caminava per una sèrie de rampes sota la càmera durant els primers plans. Per als tirs exteriors, un doble va substituir a André. Quan aparentment portava Wright, en realitat estava suspesa per cables.
Billy Crystal i Carol Kane van passar un temps abans de viatjar a Anglaterra per treballar la història de fons entre Miracle Max i la seva dona i desenvolupar una relació entre els seus personatges. Un cop al set, Reiner els va permetre improvisar algunes de les seves línies. "Durant tres dies seguits i deu hores al dia, Billy va improvisar acudits del període del segle xiii, sense dir mai el mateix ni la mateixa línia dues vegades", va escriure Cary Elwes. Atlas Obscura assenyala que Crystal era tan divertit que Elwes va haver de ser substituït per un maniquí en certes preses perquè no podia evitar riure. El que és més, és que el mateix Reiner es va haver de distanciar del plató perquè difícilment podia contenir la seva rialla. Mandy Patinkin ho va aguantar, però va lluitar tant per no riure que es va fer mal a una costella.

### Banda original
La música de la pel·lícula ha estat composta per Mark Knopfler, amb excepció dels crèdits del final compostos i interpretats per Willy DeVille.
1. Once upon a Time… Storybook Love – 4:00
2. I Will Never Love Again – 3:04
3. Florin Dance – 1:32
4. Morning Ride – 1:36
5. The Friends' Song – 3:02
6. The Cliffs of Insanity – 3:18
7. The Swordfight – 2:43
8. Guide My Sword – 5:11
9. The Fire Swamp and the Rodents of Unusual Size – 4:47
10. Revenge – 3:51
11. A Happy Ending – 1:52
12. Storybook Love (composta i interpretada per Willy DeVille) – 4:24

## Rebuda
La pel·lícula ha informat 30.857.814 $ al box-office americà.
Ha rebut una rebuda crítica molt positiva, recollint un 96% de crítiques favorables, amb una ràtio de 8,2/10 i sobre la base de 45 crítics, en el lloc Rotten Tomatoes. Sobre el lloc Metacritic, obté una puntuació de 77/100, sobre la base de 20 crítics.
El 2002, l'American Film Institute la classifica en la 88a posició en la seva llista de les 100 millors pel·lícules romàntiques americanes. El 2008, la revista Impire la situa en la 122a posició en la seva llista de les 500 millors pel·lícules de tots els temps. Figura en el Top 250 de la classificació de les pel·lícules de l'Internet Movie Database, basat en els vots del públic, amb una nota mitjana de 8,1/10.

## Premis i nominacions

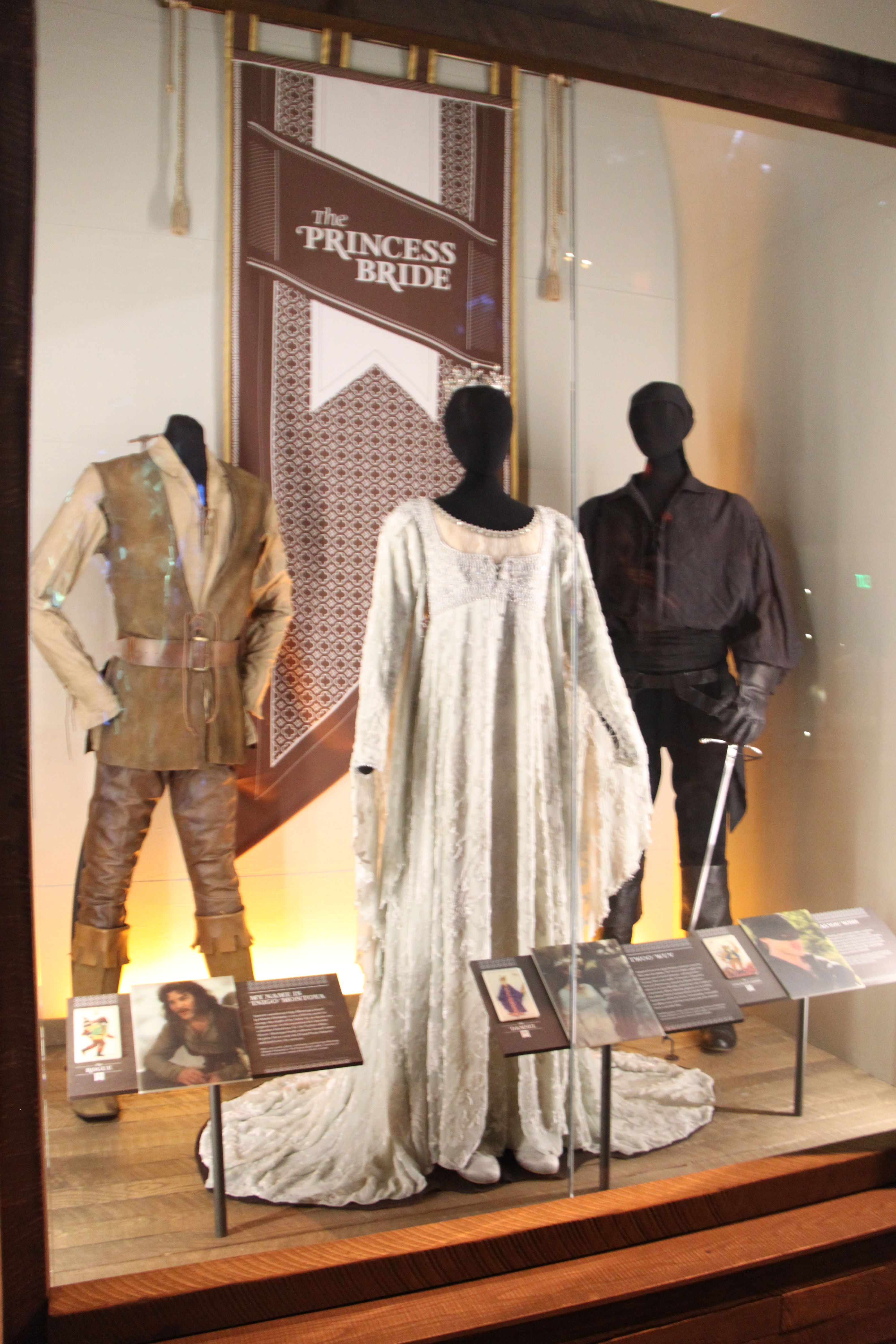
Vestuari dels personatges de Iñigo Montoya, Princesa Flor de Neu i el pirata Roberts mostrat a Fantasy: Worlds of Myth and Magic, Experience Music Project / Science Fiction Hall of Fame, Seattle.

### Premis
- Festival internacional de cinema de Toronto 1987: Premi del públic
- Saturn Awards 1988: millor pel·lícula fantàstica i millor vestuari (Phyllis Dalton)
- Premi Hugo 1988: millor pel·lícula
- Premis Young Artist 1988: millor jove actor (Fred Savage)
- Festival d'Avoriaz 1988: Antenne d'or

La pel·lícula forma part de la Llista del BFI de les 50 pel·lícules a veure abans de tenir 14 anys establerta l'any 2005 pel British Film Institute.
El 2016 va ser inclosa per a preservació al National Film Registry a la Biblioteca del Congrés dels Estats Units.
El 2017, va ser inclosa al Science Fiction and Fantasy Hall of Fame corresponent a 2016.

### Nominacions
- Oscars 1988: Oscar a la millor cançó original (Willy DeVille per Storybook Love)
- Saturn Awards 1988: millor actriu (Robin Wright) i millor guió
- Grammy Awards 1988: millor banda original de pel·lícula (Mark Knopfler)